# Dorjnyambuugiin Otgondalai
Dorjnyambuugiin Otgondalai, född den 28 januari 1988 i Dornod, är en monogolisk boxare.
Han tog OS-brons i lättvikt i samband med de olympiska boxningstävlingarna 2016 i Rio de Janeiro..